# Privat:mobile
privat: mobile — український віртуальний оператор мобільного зв'язку. Оператор належав «ПриватБанку» і працював на обладнанні оператора «Українські радіосистеми».

## Історія
До викуплення «ВимпелКомом» «Українських радіосистем» цей оператор зв'язку та «ПриватБанк» були спорідненними компаніями.
У лютому 2005 ріку віртуальний оператор почав надавати послуги зв'язку, які планувалось надавати тільки для клієнтів самого банку.
Наприкінці 2005 року компанію «Українські радіосистеми» було продано російській компанії «ВимпелКом».
В червні 2006 року privat: mobile закінчив підключення нових абонентів, в лютому 2007 року «Українські радіосистеми» і «ПриватБанк» призупинили договір про надання технічної бази для віртуального оператора.
В березні 2007 р. абоненти privat: mobile були переведені на обслуговування компанією «ВимпелКом» під брендом Beeline.ua зі збереженням номера.
За весь час роботи оператор підключив 31 000 абонентів (сім-карт).
«Приватбанк» відмовився від планів відновлення у майбутньому віртуального оператора стільникового зв'язку під торговою маркою «privat: mobile»., але, вже наприкінці 2006 року ЗАТ «Телесистеми України», яке належить до групи «Приват» почало надавати послуги стільникового зв'язку в стандарті CDMA (CDMA2000 1xEV-DO revA).під маркою PEOPLEnet.

## Тарифи
Особливістю тарифної політики оператора було те, що всі тарифи вказувались з урахуванням збору до пенсійного фонду. Інші оператори України вказують ціни без урахування цього збору. Крім того, була відсутня плата за з'єднання дзвінка. незвичайність тарифікації послуги MMS була в тому, що вона стягувалася не за кількість повідомлень, а за використаний трафік отриманих та відправлених даних у вигляді MMS-повідомлення. Терміну дії номера не було.

## Послуги
privat: mobile надавав велику кількість унікальних послуг, відсутніх на той час серед інших операторів СНД. За допомогою SMS абонент міг:
- змінити номер зі збереженням SIM-картки;
- отримати перелік номерів, які намагались зателефонувати в той час, коли апарат абонента було вимкнено;
- отримати пароль доступу до мережі Інтернет від провайдера «Оптима Телеком» (зараз «Vega»);
- миттєво поповнити рахунок іншого абонента privat: mobile зі свого рахунку (переказ коштів).

Сплатити послуги мобільного зв'язку було можливо у банкоматах та відділеннях «ПриватБанку».
Восени 2005 року оператор почав надавати додаткові платні послуги GPRS, WAP і MMS.

## Електронна логістика стартових пакетів
Розроблена в ПриватБанку технологія «засіб електронної логістики та реалізації стартових пакетів» дозволила вносити інформацію в SIM-карту безпосередньо в момент продажу. Це спрощувало логістику стартових пакетів privat: mobile та скорочувало витрати. Технологія була запатентована. В червні 2005 року за розробку цієї технології «ПриватБанк» став переможцем «Конкурсу інновацій».